# Eppur non basta
Eppur non basta è il primo album del cantautore italiano Marco Parente, pubblicato nel 1997.

## Il disco
Uscito nel marzo del 1997 per la collana Taccuini del Consorzio Produttori Indipendenti, Eppur non basta è l'esordio di Marco Parente. Il titolo è una citazione di un verso della poesia È finita l’estate del poeta russo Arsenij Tarkovskij, recitata nel film Stalker del figlio Andrej.  
Il brano Oio è cantato in duetto con Carmen Consoli.
Il disco viene ristampato in edizione speciale nel 1998, con l'aggiunta di due bonus tracks: l'inedito Oggi si ride e la cover Gharbzadegi, realizzata in compagnia dei La Crus per il tributo The Different You - Robert Wyatt e noi.
Stefano Bollani realizzerà una cover de Il mare si è fermato nel suo album Småt Småt del 2003.

## Tracce
1. Eppur non basta (intro) - 0:48
2. Eri - 4:13
3. L'ultima cena - 4:00
4. Oio con Carmen Consoli - 5:07
5. Il mare si è fermato - 6:00
6. Sopra sopra - 2:58
7. Buone prestazioni - 4:28
8. Musica per - 3:24
9. Eppur non basta - 3:59
10. I fuochi di fine millennio - 4:54
11. L'aggio scritt'a canzone - 2:34
12. Eppur non basta (ripresa) - 2:27
13. Oggi si ride - 4:59
14. Gharbzadegi con La Crus - 4:21

### Musicisti
- Marco Parente: Voce, chitarre, pianoforte, trattamenti
- Paolo Clementi: viola, arrangiamenti
- Erika Giansanti: viola, arrangiamenti
- Luca Marianini: tromba, filicorno, arrangiamenti
- Giovanni Dall'Orto: basso, contrabbasso, chitarra-slide, arrangiamenti
- Jeppe Catalano: batteria, arrangiamenti

### Altri musicisti
- Carmen Consoli: voce in Oio
- Mauro Ermanno Giovanardi (voce), Cesare Malfatti (campionamenti, grooves, chitarre), Paolo Milanesi (tromba), Stefano Bollani (piano) in Gharbzadegi

### Crediti
- Testi e musiche di Marco Parente, eccetto "L'aggio scritt'a canzone" (testo di Eduardo De Filippo/musica di Marco Parente) e "Gharbzadegi" (testo e musica di Robert Wyatt).
- Registrato allo Studio Emme di Calenzano (Firenze) da Giovanni Gasparini.
- Mixato da Giovanni Gasparini assistito da Marco Parente, eccetto "Oggi si ride" (mixato e registrato da Paolo Mauri assistito da Marco Parente) e "Gharbzadegi" (registrato al Che Studio di Milano da Cesare Malfatti).